# MFI (航空機)
MFI（エムエフイー）とは、Mnogofounksionalni Frontovoi Istrebitel (ロシア語:Многофункциональный Фронтовой Истребитель 英語:Multifunctional Frontline Fighter)の略称で多機能前線戦闘機を指し、1980年代にソ連空軍によって計画されたI-90計画の一端を担う次世代戦術戦闘機の開発計画である。1981年に計画が開始されたが1997年に計画中止となった。I-90計画では次世代戦闘機をハイローミックスの二機種を配備する予定で、MFIがハイ、LFIがローに該当し、MFIはアメリカのATFに相当する計画であった。

## 概要
計画は第4世代ジェット戦闘機であるMiG-29、Su-27の後継機として提案された。機体コンセプトは2年に及ぶ研究の末、
- 高機動性
- スーパークルーズ性
- ステルス性
- マルチロール性
- 優れた整備性

の五つの性能要求が決定された。ATF計画の情報が断片的ながらソ連にも伝わっていたため性能要求にも少なからずATFの影響が見られる。

## 候補機

### 1.42
ミコヤン設計局は1985年までに基本設計を済ませ、1.42(MiG 1.42とも)と呼ばれる案を提出した。競作の末、MFI計画機として採用されたミコヤン設計局では、1.42と平行してデモンストレーターである1.44の開発も1989年に開始し、1995年には初飛行する予定だったが、ソ連崩壊によってロシア経済は悪化の一途を辿り、1997年にMFI計画は中止となってしまう。完成した1.44は格納庫に放置されたままだったが、1997年にスホーイ設計局がS-37を初飛行させたことで1.44も飛行させることに決まり、2000年に初飛行した。

### S-32
スホーイ設計局は当初後継機にSu-27発展型を考えていたため、MFIには参加しなかった。しかし計画の進展とともにMiG-1.42案がSu-27を上回る計画値を示したためスホーイもMFI計画に参加することとなり、S-32案を提出した。S-32案は競作の末、不採用となってしまうが、ミコヤン同様デモンストレーター機S-37を自主開発して1997年に初飛行させた。